# Lợn hoang Philippines
Lợn hoang Philippines (Sus philippensis) là một loài động vật có vú trong họ Suidae, bộ Artiodactyla. Loài này được Nehring mô tả năm 1886.